# Fågelmyrtjärnarna (Malå socken, Lappland, 725706-162284)
Fågelmyrtjärnarna är en sjö i Malå kommun i Lappland och ingår i Skellefteälvens huvudavrinningsområde.